# ダニエーレ・ギラルディ
ダニエーレ・ギラルディ（Daniele Ghilardi, 2003年1月6日 - ）は、イタリア・ルッカ出身のサッカー選手。ASローマ所属。ポジションはディフェンダー。

## 経歴

### クラブ
2003年1月6日、イタリア・トスカーナ州のルッカに生まれた。5歳の時にASルッケーゼ・リベルタスの下部組織に入り、ゴールキーパーやフォワードとしてプレー。その後はACFフィオレンティーナの下部組織に移り10年を過ごした。2022年1月にエラス・ヴェローナFCに期限付き移籍で加入、7月には完全移籍でヴェローナの一員になった。
2022年7月16日、セリエCのマントヴァ1911に2023年6月までの期限付き移籍で加入した。
2023年8月11日、セリエBに降格したUCサンプドリアに一定の条件により買い取り義務の発生する1年間の期限付き移籍で加入した。
2024-25シーズンはヴェローナに復帰し、2024年10月4日に行われた第7節ヴェネツィアFC戦でセリエAにデビューした。
2025年8月2日、ASローマに一定の条件により買い取り義務の発生する期限付き移籍で2030年までの契約で加入した。

### 代表
各ユース世代のイタリア代表歴を持つ。2022年にはU-19イタリア代表としてUEFA U-19欧州選手権2022に参加、翌2023年にはU-20イタリア代表として2023 FIFA U-20ワールドカップに参加し準優勝メンバーの一員となった。2025年にはU-21イタリア代表としてUEFA U-21欧州選手権2025に参加した。

## タイトル
フィオレンティーナ
- コッパ・イタリア・プリマヴェーラ（英語版）：2020-21
- スーペルコッパ・プリマヴェーラ：2021